# Insula Wellington

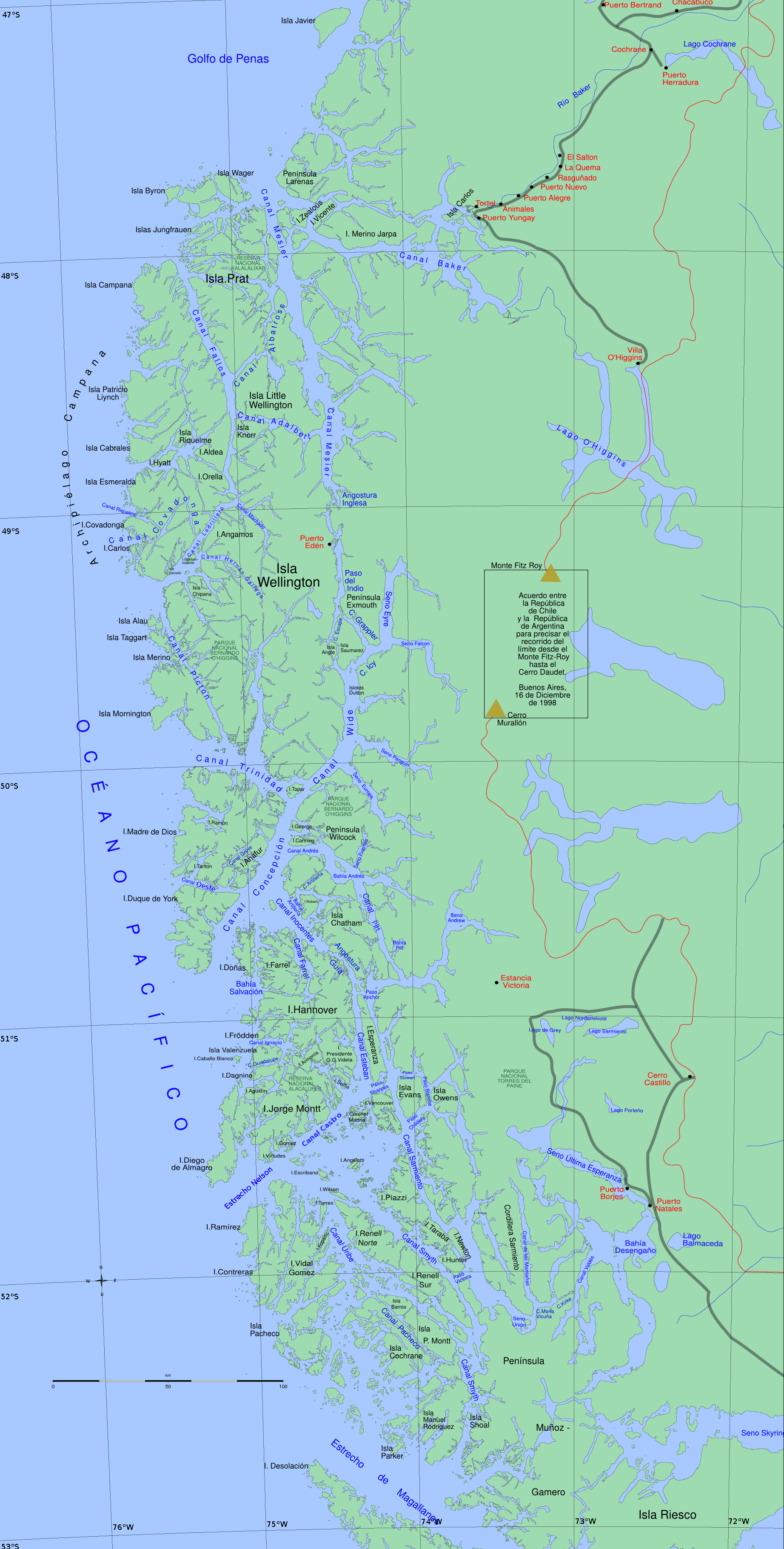
Zona de sud a republicii Chile. Insula Wellington este aproximativ în centrul imaginii

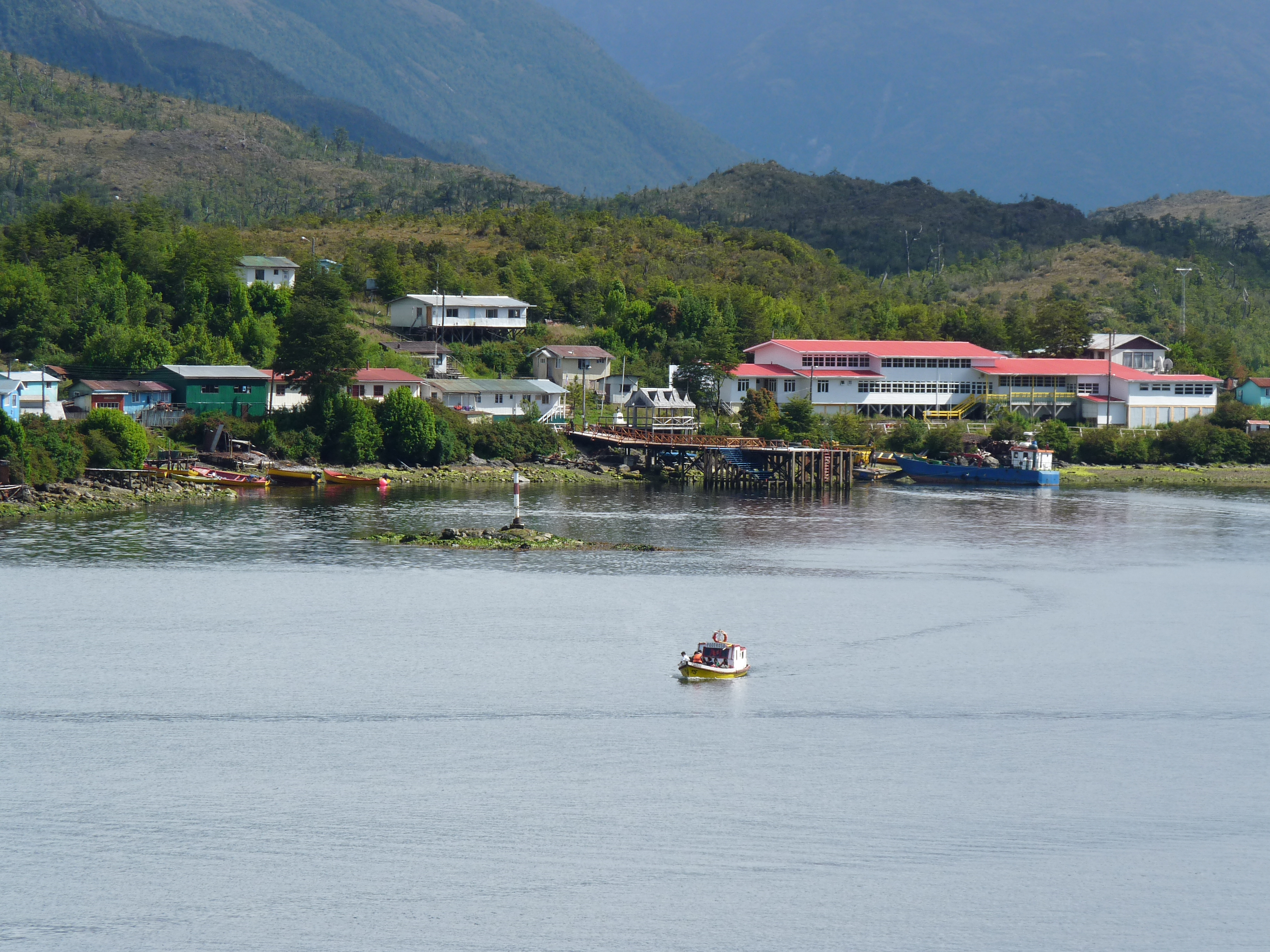
Puerto Edén, singura aşezare de pe insula Wellington

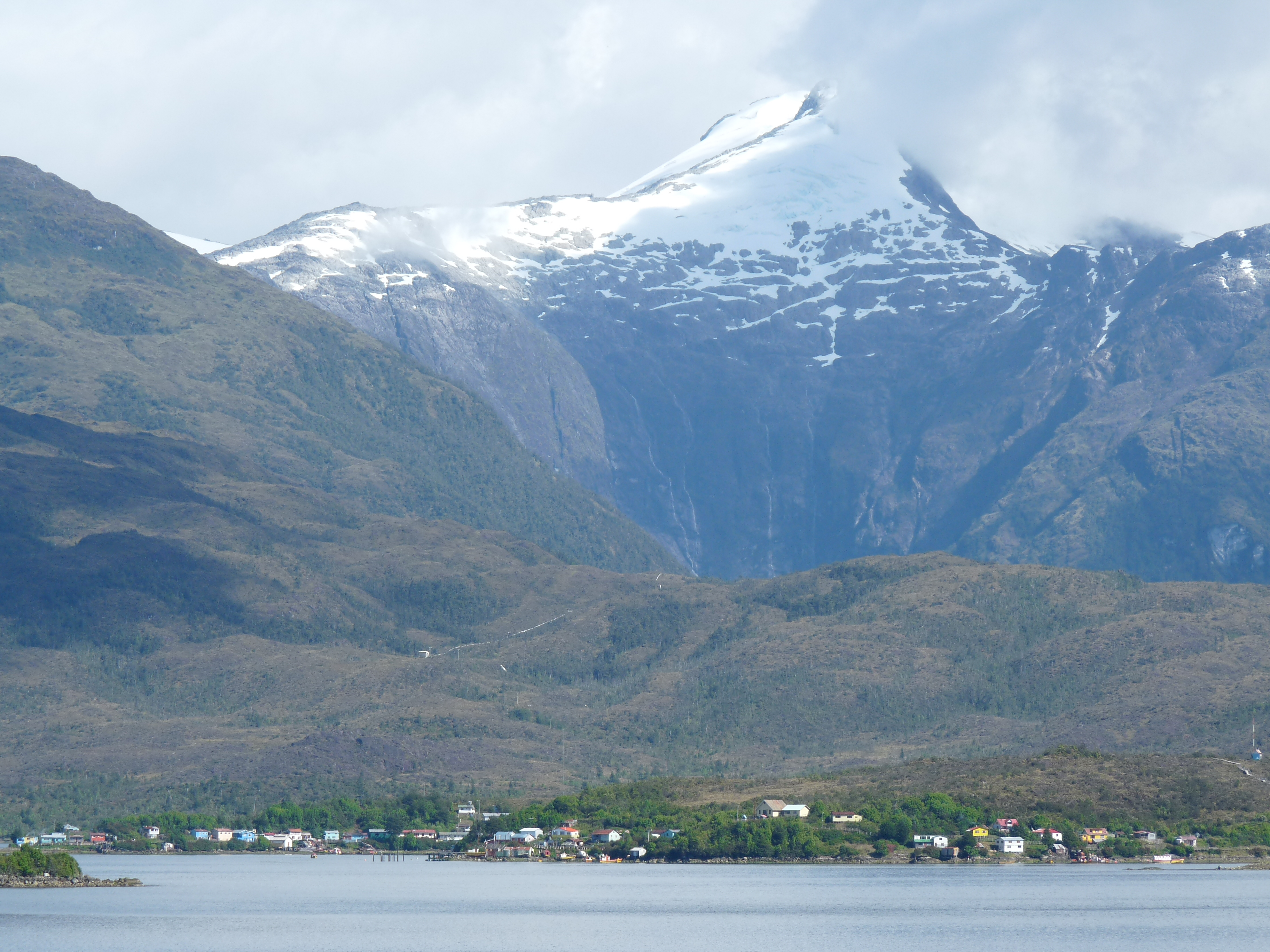
Peisaj de pe insula Wellington, Chile. În prim-plan, Puerto Edén

Insula Wellington este o insulă în sudul Chile, regiunea Magallanes și Antartica Chilena (provincia Última Esperanza), cu o suprafață de 5.556 km2  (fiind a doua insulă ca mărime din Chile și a 106-a din lume). Este separată de continent la vest prin Canalul Messier și înconjurată de numeroase insule mai mici în celelalte direcții.
Cea mai mare parte a insulei este inclusă în Parcul Național Bernardo O'Higgins din Chile.
Singura așezare umană este Puerto Edén, pe coasta de est, cu o populație de 176 locuitori în anul 2002. Aici trăiesc și reprezentanți ai tribului amerindian alacaluf (numiți și alcalufi sau kawésqar). Majoritatea acestora vorbesc în prezent spaniola și au migrat spre alte regiuni din Chile, în 2006 mai existând doar 12 persoane care vorbeau fluent limba lor originară, kawesqar, dintre care 10 locuiesc în Puerto Edén.